# R142A
R142A는 미국 뉴욕 지하철 A디비전에서 운행되는 두 번째 뉴 테크놀러지 트레인(NTT) 통근형 전동차이다. 이 차량들은 가와사키 중공업에 의해 미국 뉴욕주 용커스, 네브래스카주 링컨, 일본 효고현 고베에서 제조되었다. 또한 R26, R28, R29, R33, R33S, R36을 포함한 레드버드 열차를 대체했다. R142A 차량은 처음에는 5량 편성 600대의 차량을 구성했다.
첫 R142A는 2000년 7월 10일 30일 수익 승인 시험의 일환으로 운행을 시작했다. 성공적인 완료후, 2000년 11월 2일까지 영업운행에 들어갔다. 이 차량은 처음에는 IRT 렉싱턴 애비뉴선의 4번 및 6번 노선을 이용했다. R142A와 R142는 뉴욕 지하철에서 최초로 자동안내방송을 장착한 차량이다. 2011~2016년, 380대(7211~7590호)가 플러싱선의 자동화를 위해 통신 기반 열차 제어(CBTC)로 개조하여 R188 차량의 일부가 되었으며, R142A 차량은 220대(7591~7810호)가 남게 되었다. 2019년 1월, MTA는 나머지 R142A에 대한 중급 개조를 제안했다.

## 개요
R142A의 번호는 7591-7810호이다. 원래는 7211-7810호로 번호를 매겼으나, 7211-7590호는 R188로 개조되었다.
R142A 계약은 세 가지 하위 주문으로 나뉘며, 각각 400대의 주요 납품 차량 (7211–7610), 120 대의 옵션 납품 차량 (7611–7730), R142A를 보완하기 위해 2004–2005년에 보완 계약(R142S)에 따라 제작된 80대의 차량 (7731–7810)이 있다. 하위 순서 차이에 관계없이 모든 R142A는 기계적으로나 물리적으로 서로 동일하다.
현재, 모든 R142A는 제롬 차량사업소에서 유지되고 4번으로 할당된다.

## 특징
R142A는 봄바디어 MITRAC 추진 시스템, 전자식 제동, 자동 공기 조화 시스템, 전자 노선도, 내부 및 외부 전자 디스플레이, 온보드 인터콤 시스템을 갖추고 있다. R142A에 존재하는 견인 전동기는 나중에 R143 및 R188 차량에 사용되었으며, MBTA의 녹색선에 있는 8형 라이트 레일 차량과 MARTA 레일 시스템의 2023호 이전의 전체 철도차량에도 동일한 견인 전동기가 사용되었다. R142와 R142A는 부분적으로 안테나 설계에 의해 설계되었다.
R142A는 A-B-B-B-A 구성으로 5량 편성으로 나뉘며, 양끝에 2량의 A차 (제어차)가 있고 가운데에 3량의 B차(무동력차)그 있다. 열차는 두 대의 5량 편성이 연결기로 연결되어 총 10량 편선이다. 다른 모든 A디비전 차량들과 마찬가지로, 각각의 차들은 한쪽에 세 개씩 출입문이 있다. R110A와 마찬가지로 R142A는 과거 A디비전 차량보다 넓은 54인치 출입문(R110A의 63인치 출입문보다 약 9인치 좁지만 R62/A의 50인치 도어보다 4인치 넓음)이 적용되었다. 운전실 벽으로 차단된 제어차를 제외한 모든 차량 끝단에는 창문이 있어 승객들이 건너 차를 볼 수 있다. R142A 차체는 스테인리스강으로 제작된다.
R142A 및 R142는 안내방송을 도입한 최초의 뉴욕 지하철 차량이다. 이후 제작된 모든 차량도 이 기능을 사용한다. R142A는 시각적으로 R142 및 R188과 매우 유사하다.

### 시험 기능
2017년 말부터 2018년 말까지, 7691-7692호 차량의 전자 전광판 내부는 LCD로 개조되었고, MTA Arts for Transit 카드를 대체하였다. 이전에 여러 R160이 이 기능으로 개조했다. R142A의 화면은 빨간색, 주황색, 녹색이 아닌 여러 색상을 표시할 수 있다는 점을 제외하면 R143의 내부 LED 화면과 유사했다.

## 역사

### 배송
1999년 12월 20일 첫 10대 R142A(7211–7220호)이 납품되었다. 이 차량들은 몇 달간의 시운전과 모든 문제를 해결한 후 2000년 7월 10일 6에 정식 운행에 들어갔다. 배송 중에 R142 및 R142A에 사소한 문제가 보고되었다.

### 배송 이후
7211~7590호(총 380대)는 플러싱선 CBTC 서비스를 위해 CBTC를 개조하여 R188로 전환하였다. 7591-7810호(남은 220대)는 여전히 R142A 차량의 일부이며, 향후 CBTC 하드웨어로 개조될 예정이다.:24
2019년 1월, MTA는 R142 및 R142A 차량의 여러 열차 하위 시스템에 대한 중급 업그레이드를 제안하였다. 여기에는 R188 차량에 설치된 이 시스템에 기반한 HVAC, 추진 및 도어 시스템의 변경이 포함되었다. 업그레이드에는 IRT 렉싱턴 애비뉴선을 따라 지하철 신호 업그레이드와 함께 나머지 R142A 차량이 통신 기반 열차 제어와 호환되도록 변환하는 것도 포함되었다.:24

## 사진첩

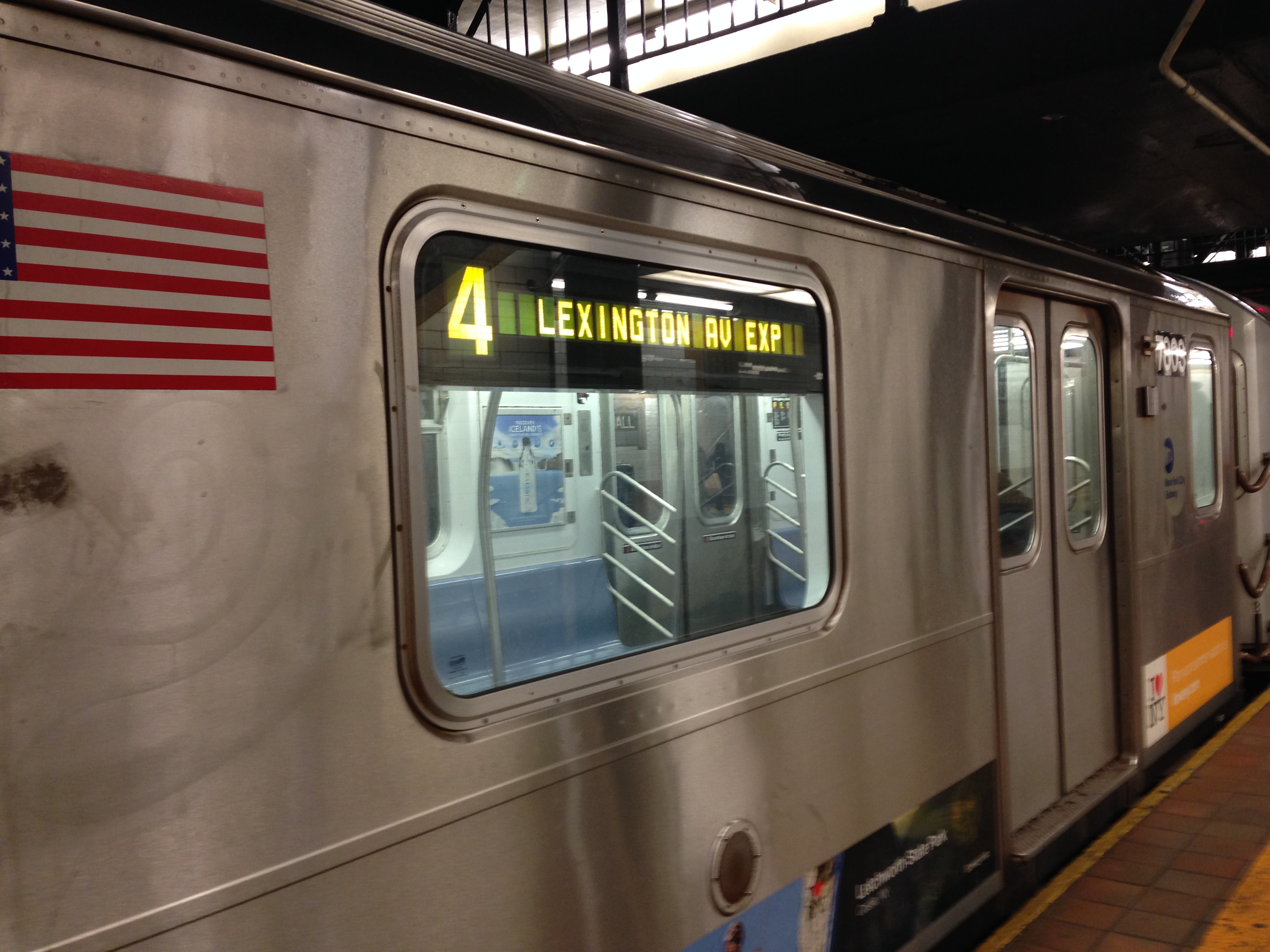
R142A 차량의 LCD 행선판
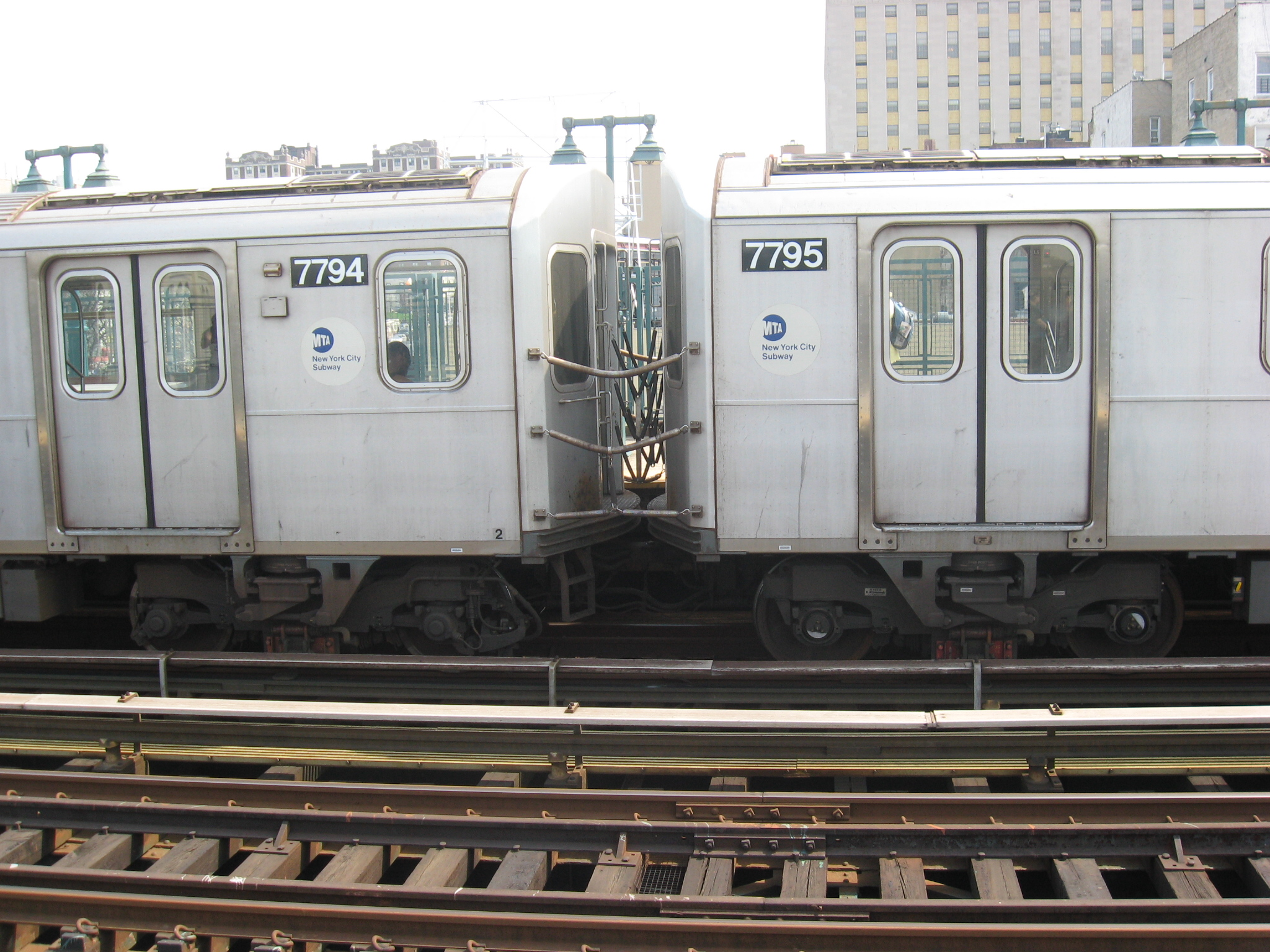
무동력차(왼쪽), 동력차(오른쪽)